# Chiến dịch Ánh ban mai
Chiến dịch Ánh ban mai (Tiếng Anh: Operation Aurora), là chuỗi các cuộc tấn công mạng sử dụng phương pháp tấn công có chủ đích APT (Advanced Persistent Threat), đứng sau bởi Tập đoàn Elderwood, với trụ sở chính đặt tại Bắc Kinh (Trung Quốc), được biết đến là một tổ chức có mối liên hệ chặt chẽ với Giải phóng quân Nhân dân Trung Quốc (PLA).
Google Trung Quốc đã dính hàng loạt vụ tấn công mạng mang tên Chiến dịch Ánh ban mai, sự việc lần đầu tiên được công bố vào ngày 12 tháng 1 năm 2010, thông qua một bài blog với tựa đề "Một cách tiếp cận mới với Trung Quốc" (Tiếng Anh: A New Approach To China). Các cuộc tấn công bắt đầu vào giữa năm 2009 và tiếp tục diễn ra xuyên suốt tháng 12 năm 2009. Không riêng gì Google, có khoảng ít nhất 30 tập đoàn lớn khác trong lĩnh vực internet, tài chính, công nghệ, truyền thông và hóa học, cũng bị loại mã độc này ảnh hưởng. Nạn nhân có thể kể đến như Adobe Systems, Akamai Technologies, Juniper Networks và Rackspace là nhóm đã công khai xác nhận rằng mình bị ảnh hưởng nặng nề từ cuộc tấn công này. Bên cạnh đó, theo báo cáo của các phương tiện truyền thông, Yahoo, Symantec, Northrop Grumman, Morgan Stanley, Dow Chemical và BlackBerry cũng nằm trong số các mục tiêu của Chiến dịch Ánh ban mai.
Hậu quả từ vụ tấn công, Google không muốn kết quả tìm kiếm tại trang google.cn tiếp tục chịu sự kiểm soát của chính quyền Trung Quốc, hãng tuyên bố trên blog của mình rằng, họ có kế hoạch vận hành một phiên bản công cụ tìm kiếm ̣(search engine) hoàn toàn không bị kiểm duyệt tại Trung Quốc, bên cạnh đó, thừa nhận rằng nếu điều này là không thể đưa vào thực hiện, Google có thể rời Trung Quốc và đóng cửa các văn phòng hoạt động tại đất nước này.
Trả lời phỏng vấn tờ báo Xinhua trong ngày 25 tháng 1, người phát ngôn của Bộ Công nghiệp & Tin học Trung Quốc phủ nhận mọi mối liên hệ giữa nhà chức trách và các vụ tấn công vào hệ thống bảo mật Google. Quan chức này khẳng định việc Mỹ nghi ngờ chính quyền Trung Quốc có liên quan đến vụ việc này là hết sức vô lý. Một số nguồn tin chính thống khác thậm chí còn tuyên bố rằng đây là một phần trong chiến lược được phát triển bởi chính phủ Hoa Kỳ.
Vụ tấn công được đặt tên là "Chiến dịch Ánh ban mai" bởi Dmitri Alperovitch - Phó Chủ tịch Công ty An ninh mạng McAfee. Nghiên cứu của McAfee Labs đã chỉ ra rằng, "Aurora" là một phần của đường dẫn tệp tin trên máy của bọn tội phạm mạng. Cái tên này ra đời sau khi các nhà phân tích virus tìm thấy những chuỗi độc nhất trong một số phần mềm độc hại liên quan đến vụ tấn công. Các chuỗi này là các đường dẫn tệp với biểu tượng gỡ lỗi trong mã nguồn, đã được tùy chỉnh bằng văn bản sao cho tương thích trong việc thực hiện các cuộc tấn công này.
Theo McAfee, mục tiêu chính của cuộc tấn công là giành quyền truy cập và thực hiện khả năng sửa đổi đối với kho lưu trữ mã nguồn tại các công ty công nghệ cao, an ninh và bảo mật, nhà thầu quốc phòng. ''[Quản lý cấu hình phần mềm (SCMs)] đã trở nên rộng mở'', Alperovitch chia sẻ. ''Không một ai từng nghĩ đến việc bảo vệ chúng, nhưng đây chính là những viên ngọc quý của hầu hết tất cả các công ty, theo nhiều cách - chúng có giá trị to lớn hơn nhiều so với bất kỳ dữ liệu nhận dạng tài chính hoặc cá nhân mà họ (các doanh nghiệp, công ty) đã bỏ ra rất nhiều tiền của và nỗ lực trong việc bảo vệ chúng."